# Bogdănești (Suceava)
Pour les articles homonymes, voir Bogdănești.
Bogdănești est une commune du județ de Suceava en Roumanie.